# Lancia Stratos HF

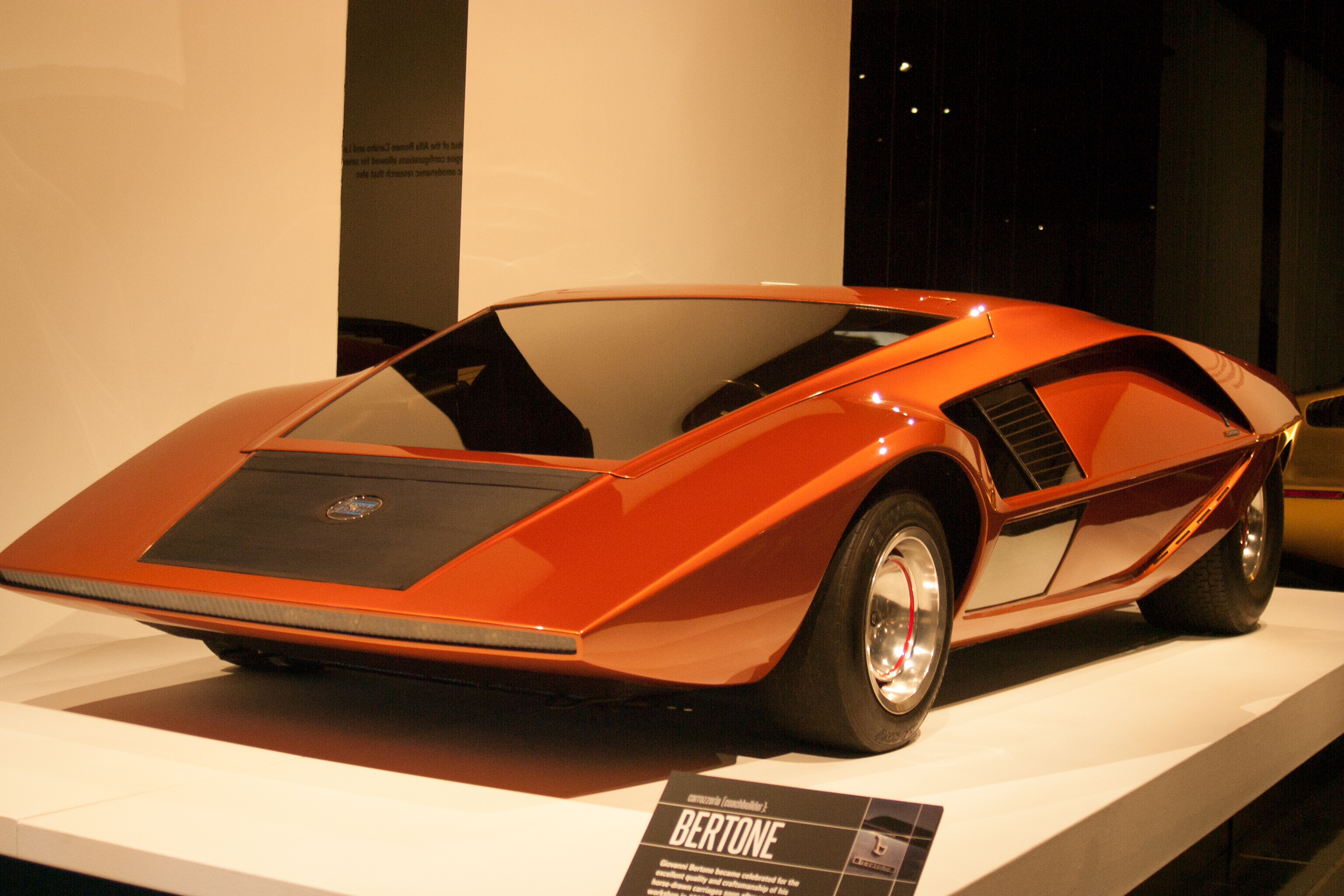
Bertoneho koncept Stratos 0

Lancia Stratos HF všeobecně známá pod názvem Lancia Stratos vznikla v 70. letech na základě potřeby automobilky Lancia. Aby mohla automobilka vyrobit nový závodní vůz pro rally, muselo být nejdřív vyrobeno 400 vozů v civilní – silničních verzi.
Stratos tak vznikla jako náhrada za stárnoucí Lancii Fulvia. V té době porážely vozy Lancia automobily Renault Alpine A110. Design vozu navrhl Marcello Gandini, designer který navrhl také legendární automobil Lamborghini Miura, název Stratos je zkratkou slova stratosféra. Vůz se stal jedním z nejúspěšnějších rallye vozů, jaké kdy byly zkonstruovány.
Výroba probíhala pouze dva roky, od roku 1973 do roku 1975, ale nové vozy bylo možné koupit ještě v roce 1980. Bylo vyrobeno pouze 492 vozů.
V roce 1978 navrhl Bertone koncept na bázi vozu Stratos, nazvaný Sibilo.

## Technické údaje
Vůz byl velice lehký a výkonný a mohl se tak úspěšně účastnit extrémních závodů na neupravených cestách (např. Safari rallye). Dvoulitrový vidlicový šestiválec bez přeplňování značky Ferrari (2x OHC) – původně určený pro vůz Ferrari Dino – ve voze Stratos uložený uprostřed poskytoval základní výkon 190 koní při 7000 ot/min. Maximální rychlost byla 230 km/h.

## Závodní úspěchy
Prvním startem tohoto vozu byla Rallye San Remo 1974, kde zvítězil Sandro Munari.